# Francesco Silvani
 (juillet 2024).
Si vous disposez d'ouvrages ou d'articles de référence ou si vous connaissez des sites web de qualité traitant du thème abordé ici, merci de compléter l'article en donnant les références utiles à sa vérifiabilité et en les liant à la section « Notes et références ».
Francesco Silvani, né à Venise vers 1660 et mort entre 1728 et 1744, est un librettiste d'opéra italien. Il a écrit certaines œuvres sous le pseudonyme de Frencasco Valsini.

## Biographie
La vie de Francesco Silvani est mal connue. Il commença sa carrière de librettiste vers 1682 sous son pseudonyme Frencasco Valsini. Ses deux premières œuvres furent Ottone il grande (1682) et Marzio Coriolano (1683).
Entre 1691 et 1716, il écrivit quelques livrets sous son vrai nom pour différents théâtres vénitiens. De 1699 à 1705, il fut au service de Charles IV Gonzague, duc de Mantoue ; il semble toutefois que pendant cette période, il demeurait principalement à Venise. L'apogée de sa carrière se situe dans les années 1708 à 1714 pendant lesquelles il travailla pour le théâtre San Giovanni Grisostomo appartenant à la riche famille patricienne des Grimani et qui était le plus prestigieux des théâtres vénitiens.
Un recueil contenant 24 de ses livrets fut édité de façon posthume en 1744 sous le titre Opere drammatiche del signor Abate Francesco Silvani.

## Style
Les livrets de Silvani, grâce à leur trame très simple, sont marqués par la mise en valeur du texte et l'importance donnée au recitatif - conformément à la réforme d'Apostolo Zeno et Pietro Pariati. À l'occasion, il recourt aussi aux anciens modèles  tels que Sénèque, Le Tasse et Pierre Corneille. La plupart de ses livrets impliquent des personnages historiques, mais la trame est inventée. Il donnait à ses œuvres en général des titres longs et abstraits, qui par la suite furent remplacés par des titres figurant un personnage principal.

## Livrets
Entre parenthèses : les compositeurs qui ont mis le livret en musique.
L'année indiquée est celle de la première représentation.
- Ottone il grande (Paolo Biego, 1682)
- Marzio Coriolano (Giacomo Antonio Perti, 1683)
- La costanza in trionfo (Marc' Antonio Ziani, 1696 ; Georg Friedrich Haendel sous le titre Floridante, 1706)
- L'ingratitudine castigata (Tomaso Albinoni, 1698 ; Antonio Caldara, 1698)
- L'innocenza giustificata (Benedetto Vinaccesi, 1699)
- L'oracolo in sogno (Antonio Caldara, 1699)
- La fortezza al (in) cimento (Giuseppe Aldrovandini, 1699 ; Tomaso Albinoni, 1707) ; Antonio Vivaldi sous le titre La tirannia gastigata, 1726)
- Il duello d'amore e di vendetta (Marc' Antonio Ziani, 1700 ; Georg Friedrich Haendel sous le titre Vincer se stesso è la maggior vittoria, 1707 ; Baldassarre Galuppi sous le titre L'odio placato, 1729)
- L'arte in gara con l'arte (Tomaso Albinoni, 1702)
- La fede tradita e vendicata (Francesco Gasparini, 1704; Antonio Vivaldi, 1726 ; Leonardo Vinci sous le titre Emelinda, 1726; Baldassarre Galuppi sous le titre Ricimero, 1744)
- Il più fedel tra i vassalli (Tomaso Albinoni, 1705)
- La fede tra gl'inganni (Tomaso Albinoni, 1707)
- Armida abbandonata (Ruggieri, 1707)
- Armida al campo (Giuseppe Boniventi, 1708)
- La pace (Marc' Antonio Ziani, 1708)
- Sofonisba (Antonio Caldara, 1708)
- Il tradimento traditor di se stesso (Antonio Lotti, 1711; Nicola Porpora sous le titre Statira, 1742)
- La pace generosa (Tomaso Albinoni, 1711)
- I veri amici, en collaboration avec Domenico Lalli, d'après Pierre Corneille (A. Paulati, 1712; Antonio Vivaldi, 1720  sous le titre Candace o siano Li veri amici; Tomaso Albinoni, 1722; Leonardo Vinci come Evergete)
- La verità nell'inganno (Francesco Gasparini, 1713; Antonio Caldara  sous le titre Tridate overo La verità nell'inganno, 1717; Nicola Porpora, 1726; Johann Adolf Hasse  sous le titre Attalo, re di Bitinia, 1728)
- La costanza combattuta in amore (Giovanni Porta, 1716)